# Elisardo Soneyra
Elisardo Soneyra (Buenos Aires, 11 de agosto de 1906 - ibídem, 6 de junio de 1948) fue un político argentino. 
Concluidos sus estudios secundarios se dedicó a la política en la sección 1.ª de la ciudad de Buenos Aires, primero en la Unión Cívica Radical y luego del Partido Peronista, corriente por la que fue diputado nacional, galón que no disfrutó pues fue muerto en extrañas circunstancias. 
A su sepelio, en el Salón de los pasos perdidos del Congreso nacional, concurrió Juan Domingo Perón y su esposa María Eva Duarte de Perón, que en la cabecera del féretro expresó: “mataron al segundo Peronsito”, expresión que confirma la señalada sospecha sobre su muerte.
- Datos: Q20014763